# 1869 en Ontario
Chronologie de l'Ontario
- 1865
- 1866
- 1867
- 1868
- 1869
- 1870
- 1871
- 1872
- 1873

Cette page concerne des événements d'actualité qui se sont produits durant l'année 1869 dans la province canadienne de l'Ontario.

## Politique
- Premier ministre: John Sandfield Macdonald (Parti libéral-conservateur)
- Chef de l'Opposition: Edward Blake (Parti libéral)
- Lieutenant-gouverneur: William Pearce Howland
- Législature: 1re

## Événements

### Janvier
- 18 janvier : le libéral James Ross (en) est élu sans opposition député fédéral de Wellington-Centre à la suite de la mort de Thomas Sutherland Parker (en) du même parti le 24 octobre 1868.

### Février
- 3 ou 4 février : le conservateur Abraham Code (en) est élu député provincial de Lanark-Sud à la suite de la mort de William McNairn Shaw (en) du même parti le 30 décembre 1868.
- 11 février : Patrick J. Whelan, un fenian irlandais qui est accusé du meurtre du député fédéral Thomas D'Arcy McGee le 7 avril 1868 à Ottawa est pendu à la Prison de la rue Nicolas (Plus tard L'auberge de la prison d'Ottawa (en)).

### Novembre
- 3 novembre : création de l'équipe de football canadien des Tigers de Hamilton
- 13 novembre : le libéral-conservateur Francis Hincks est élu député fédéral de Renfrew-Nord à la suite de la démission du conservateur John Rankin.

### Décembre
- Décembre : Création de l'Opposition officielle ontarienne. Le chef du Parti libéral d'Edward Blake devient le premier chef de l'Opposition officielle.
- 1er décembre : le libéral Thomas Murray est élu député provincial de Renfrew-Nord à la suite de la mort du conservateur John Supple (en).

## Naissances
- 20 juin : William Donald Ross (en), 14e lieutenant-gouverneur de l'Ontario († 25 juin 1947).
- 25 août : Charles William Jefferys, peintre, illustrateur, auteur et enseignant († 8 octobre 1951).
- 18 décembre : William Sanford Evans (en), chef du Parti conservateur du Manitoba (1933-1936) et maire de Winnipeg († 27 juin 1949).
- 30 décembre : Stephen Leacock, enseignant, politologue, économiste, écrivain et humoriste († 28 mars 1944).

## Décès
- John Supple (en), député provincial de Renfrew-Nord (1867-1869) (°1810).
- 11 février : Patrick J. Whelan, tailleur et présumé sympathisant fenian irlandais exécuté après l'assassinat du journaliste et politicien canadien Thomas D'Arcy McGee en 1868 (°1840).
- 16 mai : Henry J. Friel (en), maire de Bytown (1854) puis Ottawa (1863, 1868-1869) (°1823).